# Setalight
Setalight ist ein Berliner Independent-Label und Verlag, der sich selbst als Genre-offen bezeichnet.

## Geschichte
Setalight wurde 2003 als Setalight Records von Andreas Voland gegründet, um seine eigene Band Samavayo zu veröffentlichen. In den Folgejahren erschienen diverse Veröffentlichungen, unter anderem der Independent Music Sampler Berliner Ring mit Bands aus der Berliner Rockszene wie z. B. RotoR, Ojo Rojo, The Ocean, Samavayo, Liquid Visions. In den folgenden Jahren etablierte sich Setalight als Underground-Label für harte Gitarrenmusik und Psychedelic Rock. Bands wie Stonebride aus Kroatien oder die Weimarer Band Born To Hula veröffentlichten ihre Alben als Schallplatte und Compact Disc auf Setalight.
2011 schloss sich Voland mit Christian Molle und Dominik Giese zur GbR zusammen und änderte den Namen in Setalight. Im selben Jahr begann auch eine Vertriebspartnerschaft mit Rough Trade Distribution, die 2014 gekündigt wurde. Im gleichen Jahr baute Setalight seine Vertriebsstrukturen aus und agiert seitdem auch als Vertrieb. 2012 zog sich Dominik Giese als Hauptgesellschafter zurück.
Das Label ist seit 2011 Mitglied im Verband unabhängiger Musikunternehmen. Seit 2012 ist Setalight zudem als Musik- und Buchverlag tätig. 2013 und 2014 wurden die Sublabels Kulturkatze, Pearl Division und Narayanjot Records gegründet, um die Bandbreite an Musik-Stilen besser präsentieren zu können. Narayanjot Records veröffentlicht Meditationsmusik und Mantren. Seit dem Jahr 2013 wird ein eigenes Labelfestival unter dem Namen Setalight Festival durchgeführt. Das Festival findet einmal jährlich statt.

## Aktuelle Bands
Vollständige Bandliste auf der Webseite des Labels:
- Samavayo
- The Orchanic
- The Grand Astoria
- Dot Legacy
- Stonebride
- Kal-El
- Ouzo Bazooka
- Oddjobmen
- Balg
- Der Singende Tresen
- Jamhed
- Nape

## Diskografie

### 2003–2008
- Samavayo: 131 (10" EP)
- Samavayo: Songs from the Drop-outs (Multimedia & CD)
- Sampler: Berliner Ring Vol. I (CD)
- Andreas Voland: Auchea Blue (digital Release)
- Stonebride: Inner Seasons (CD)
- Unsoul: Magnetic Mountain (CD)

### 2009–2012
- Born to Hula: Sunrise Radio (10" EP)
- Stonebride: Inner Seasons (12" LP)
- Berge: Keine Spur (CD)
- Sampler: Berliner Ring Vol. II (2CD)
- Subroad: Distorted Matters (CD)
- Vinzent: Signale (CD)
- Stonebride: Summon the Waves (CD)
- Polo: Are You Ready to Come Home? (CD)
- Paramjeet Singh & Kaur|Paramjeet & Sivajuoti: The Early Bird Catches the Worm (CD)
- Burn Pilot: Bohemian Trauma (CD)
- Samavayo: Cosmic Knockout (CD)
- Stonebride: Summon the Waves (2LP)
- The Grand Astoria: Caesar Enters the Palace of Doom (7" Single)
- Shirley Holmes: Heavy Chansons (CD)
- Alltagsdasein: Trashgourmet (CD)
- Nape: Synthetic Unity (CD)
- Born to Hula: Tales of Love (Vinyl)
- Fake Plastic Heads: Surface Down (digital Release)
- Skeptik in Perspektiv: habichgesagthabichgesagt (7" EP & digital Release)
- poetrYclub: Romantik. Liebe. Rebellion. (digital Release)
- Altbau: Altbau (digital Release)
- Paramjeet Singh & Kaur: From the Mouth of the Guru
- Burn Pilot: Passionate (Vinyl & CD)
- Samavayo: Soul Invictus (Vinyl & CD)
- Der Singende Tresen: Ernste Musik (Vinyl & CD)

### 2013–heute
- U.S. Christmas + The Grand Astoria: Split (Vinyl)
- Sonic Rapture: Sonic Rapture (Vinyl)
- Mojo Jazz Mob: ...still Hunting (CD)
- Paramjeet Singh & Kaur: Sa Ta Na Ma
- Nape: Read My Mind (CD & Vinyl)
- Samavayo + One Possible Option: From East to West and Back Again (CD)
- Der Singende Tresen: Mühsamblues (CD)
- Dot Legacy: Dot Legacy (CD)
- Naked!: A Crack in the Brick (CD)
- Paramjeet Singh & Kaur: Ra Ma Da Sa
- Oddjobmen: Johnny Screams Juggernaut (CD)
- The Grand Astoria: Punkadelia Supreme (CD, 2Vinyl)
- The Grand Astoria: Then You Win (Vinyl)
- Hyne: Elements (CD, Vinyl)
- Oddjobmen + Sonic Man: Sonic Elephants (Vinyl)